# 핑크퐁

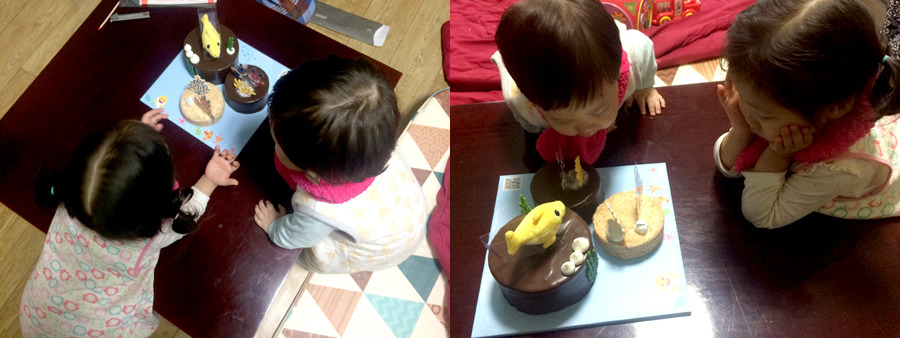

핑크퐁(영어: Pinkfong)은 더핑크퐁컴퍼니 대표 브랜드이다. 핑크퐁은 2023년 3월 기준 25개 언어, 6,000여편의 동요·동화 콘텐츠로 제작되어 전 세계 사람들에게 사랑받고 있다. 특히, 전 세계 유튜브 조회수 1위를 넘어 100억뷰를 기록한 ‘핑크퐁 아기상어 체조’ 영상을 비롯하여, 유튜브에서는 누적 조회수 약 700억, 누적 구독자 1억 2,000만명을 보유하고 있다. 또한, 전 세계 164개국 앱스토어에서 모바일 앱 시리즈 170여종을 출시해 누적 4억 다운로드를 돌파했고, 112개국 교육 카테고리 매출 1위를 기록했다. 더핑크퐁컴퍼니의 대표적인 앱으로는 아기상어 키즈 월드 앱이 있으며, 30+종 앱을 핑크퐁플러스 구독권으로 모두 사용할 수 있다.

## 상어가족
〈상어가족〉은 대한민국의 기업인 더핑크퐁컴퍼니가  핑크퐁 동요 콘텐츠의 일환으로 제작해서 유명해졌다. 대표 콘텐츠인 '핑크퐁 아기상어 체조(Baby Shark Dance)' 영상은 전 세계 유튜브 조회수 1위에 등극한 데 이어, 세계 최초로 유튜브 누적 조회수 100억뷰를 달성하며 신기록을 경신했다. 원곡 외에도 국악, 크리스마스, 트로트, EDM, 셀럽 콜라보레이션 등 여러 가지 버전이 있다.

## 라이센스 협력사
더핑크퐁컴퍼니는 국내외 500여 개사와 협업해 총 1,000여 건 이상의 라이선스 계약을 체결했다. ‘장난감계 오스카’로 일컬어지는 ‘2020 올해의 토이 어워드(Toy of the Year 2020, TOTY)’에서 국내 최초로 2관왕을 달성하고, 라이선싱 분야 최고 권위상 중 하나인 ‘2020 아시안 라이선싱 어워드(The Asian Licensing Awards 2020, ALA)’에서 최고상인 ‘베스트 아시안 프로퍼티(Best Asian Property)’를 수상했다.

## 콜라보레이션 협력사
더핑크퐁컴퍼니의 대표적인 파트너사로는 서울특별시, 부산광역시, 보건복지부, LG전자, 버거킹, 기아자동차, 우리은행, 인천국제공항, 야놀자, 엔씨소프트, 워싱턴 내셔널스 등이 있다. 공공, F&B, 가전, 자동차, 금융, 여가, 국내외 셀럽 등 다양한 분야를 넘나드는 활발한 콜라보레이션을 선보이고 있다.
K-Culture
- 서울시: 핑크퐁·아기상어 서울시 홍보대사로 활동
- 인천국제공항: 핑크퐁·아기상어 콜라보 마케팅 실시
- 국립국악원: 핑크퐁 국악 동요 제작
- 한국농수산식품유통공사: K-Food Song 'Enjoy Awesome K-FOOD with Babyshark’ 제작

K-POP
- 뉴진스·아이키: <핑크퐁>, <아기상어>와 함께하는 ‘댄스 얼라이브’ 프로젝트 진행
- NCT DREAM: 공룡 ABC, Glitch Mode 바꿔서 부르는 스위치 프로젝트 진행
- CL: <아기상어 올리와 윌리엄> 애니메이션 더빙
- 이외 BTS, 블랙핑크 등 국내 아티스트 대다수가 아기상어 커버